# بطولة باوليستا 1969
بطولة باوليستا 1969 هو موسم من بطولة باوليستا. أشرف على تنظيمه اتحاد باوليستا لكرة القدم ‏، وكان عدد الأندية المشاركة فيه 14، وفاز فيه نادي سانتوس. كان بيليه هدّاف البطولة برصيد 26 هدفًا.